# Jalmenus clementi
Jalmenus clementi är en fjärilsart som beskrevs av Druce 1902. Jalmenus clementi ingår i släktet Jalmenus och familjen juvelvingar. Inga underarter finns listade i Catalogue of Life.